# Кочити Лејк (Њу Мексико)
Кочити Лејк (енгл. Cochiti Lake) насељено је место без административног статуса у америчкој савезној држави Њу Мексико.

## Демографија
По попису из 2010. године број становника је 569.
| Група             | 2000.    | 2010.       |
| Белци             | 0 (0,0%) | 340 (59,8%) |
| Афроамериканци    | 0 (0,0%) | 5 (0,9%)    |
| Азијати           | 0 (0,0%) | 6 (1,1%)    |
| Хиспаноамериканци | 0 (0,0%) | 84 (14,8%)  |
| Укупно            | 0        | 569         |